# Campanuloideae
Campanuloideae Burnett, 1835 è una sottofamiglia di piante angiosperme eudicotiledoni della famiglia delle Campanulaceae dall'aspetto di erbacee annuali/bienni o perenni dal tipico fiore a forma di campanula.

## Etimologia
Il nome della famiglia deriva dal suo genere più importante (“Campanula”) la cui etimologia deriva dalla forma a campana del fiore; in particolare il vocabolo deriva dal latino e significa: piccola campana. Dalle documentazioni risulta che il primo ad usare il nome botanico di “Campanula” sia stato il naturalista belga Rembert Dodoens, vissuto fra il 1517 e il 1585.

Il nome scientifico di questo gruppo botanico è stato definito per la prima volta dal botanico britannico Gilbert Thomas Burnett (15 aprile 1800 – 27 luglio 1835) nella pubblicazione "Outlines of Botany - 942, 1094, 1110. Jun 1835" del 1835.

## Descrizione
Le specie di questa famiglia sono delle erbe perenni o meno spesso annuali o bienni. Il portamento è fondamentalmente erbaceo, ma può essere anche di tipo lianoso, subarbustivo o arbustivo generalmente terrestre o raramente epifita. Quasi tutte contengono delle sostanze lattiginose.
Le foglie possono essere sia basali che cauline. Le foglie radicali sono più grandi di quelle cauline e sono più lungamente picciolate; inoltre hanno frequentemente un portamento a rosetta; a volte sono transitorie (non sono persistenti alla fioritura). Il margine della foglia può essere intero o dentato. Le foglie cauline lungo il fusto sono a disposizione alterna, generalmente sono più strette e con forme differenti rispetto a quelle delle radicali; verso la parte alta del fusto sono progressivamente sessili, a volte anche amplessicauli. Altre volte in prossimità dell'infiorescenza si trasformano in brattee.
Le infiorescenze sono formate da fiori singoli o raggruppati in modo racemoso, o panicolato, o spicato. I fiori sono sessili o peduncolati. A volte si presentano in capolini privi di brattee.
I fiori sono formati da 4 verticilli: calice – corolla – androceo – gineceo (in questo caso il perianzio è ben distinto tra calice e corolla) e pentameri (ogni verticillo ha 5 elementi). I fiori sono gamopetali, ermafroditi e attinomorfi.
- Formula fiorale: per questa pianta viene indicata la seguente formula fiorale:

K (5), C (5), A (5), G (2-5), infero, capsula
- Calice: il calice ha un tubo più o meno lungo con 5 denti (prolungamento dei sepali), il più delle volte a forma di lacinie patenti o appressate alla corolla.
- Corolla: la corolla è un corpo unico (gamopetala); la forma può essere più o meno campanulata, o imbutiforme ma anche svasata o a forma di coppa o cono, e comunque sempre a simmetria radiale. I lobi normalmente sono 5, ma possono variare da 4 a 10.
- Androceo: gli stami sono 5 liberi e a volte diseguali fra di loro; i filamenti staminali sono membranosi alla base (e lievemente dilatati); le antere sono libere (raramente sono connate). Il polline è 3-porato e spinuloso.
- Gineceo: l'ovario è generalmente infero con 3-5 loculi (ma possono variare da 2 a 10) opposti ai lobi calicini e senza disco (corpo carnoso ricettacolare dell'ovario) e con placentazione assile. Raramente l'ovario è uniloculare con placentazione diversa (parietale, basale o apicale). Lo stilo è cilindrico, semplice e poco sporgente, mentre lo stimma è trilobo (solamente nella specie Campanula medium sono presenti 5 stimmi). Lo stilo possiede dei peli per raccogliere il polline. I dischi del nettare sono assenti.

I frutti sono generalmente delle capsule ovate (erette o pendule) contenenti numerosi semi. Le logge possono essere 3 o 5 corrispondentemente all'ovario e sono deiscenti per pori (capsula poricida) oppure loculi (capsula loculicida).

## Riproduzione
- Impollinazione: l'impollinazione avviene tramite insetti (impollinazione entomogama con api e farfalle anche notturne). In queste piante è presente un particolare meccanismo a "pistone": le antere formano un tubo nel quale viene rilasciato il polline raccolto successivamente dai peli dallo stilo che nel frattempo si accresce e porta il polline verso l'esterno.[6]
- Riproduzione: la fecondazione avviene fondamentalmente tramite l'impollinazione dei fiori (vedi sopra).
- Dispersione: i semi cadendo a terra (dopo essere stati trasportati per alcuni metri dal vento, essendo molto minuti e leggeri – disseminazione anemocora) sono successivamente dispersi soprattutto da insetti tipo formiche (disseminazione mirmecoria).

## Distribuzione e habitat
La sottofamiglia è presente in tutti i continenti. La maggioranza dei generi (89%) è endemica del Vecchio Mondo (Europa e Asia).

## Tassonomia
La famiglia di appartenenza (Campanulaceae) è relativamente numerosa con 89 generi per oltre 2000 specie (sul territorio italiano si contano una dozzina di generi per un totale di circa 100 specie); comprende erbacee ma anche arbusti, distribuiti in tutto il mondo, ma soprattutto nelle zone temperate. La sottofamiglia Campanuloideae è una delle cinque sottofamiglie nella quale è stata suddivisa la famiglia Campanulaceae.

### Filogenesi

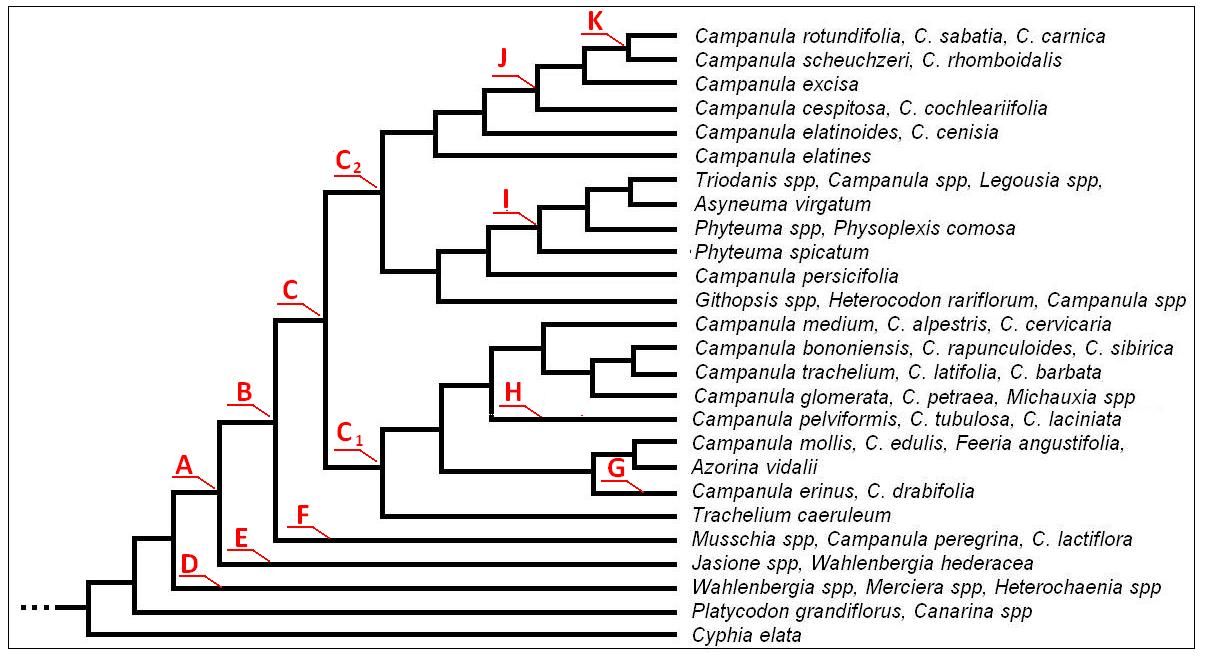
Cladogramma della sottofamiglia

Il Campanuloideae è un clade monofiletico altamente diversificato all'interno della famiglia Campanulaceae. Molti rapporti sono stati chiariti, ma molti altri rimangono ancora in sospeso. Anche i vari processi di ibridazione (ad esempio tra il genere Campanula e il genere Lagousia) non sono ancora chiariti del tutto. Con le ultime ricerche di tipo filogenetico sui geni nucleari alcuni problemi sono stati risolti; ad esempio sono stati individuati con più precisione due cladi ricchi di specie di recente e rapida divergenza (vedi cladi C1 e C2), come anche si sono chiariti alcuni rapporti tra due linee precocemente divergenti (Jasione, Musschia e Campanula lactiflora).
In particolare, facendo riferimento allo studio citato, sono stati individuati 11 cladi principali. Alla base del gruppo Campanuloideae come “gruppo fratello” è stata individuata la specie Cyphia elata (appartenente alla sottofamiglia Cyphioideae) e altre due specie Platycodon grandiflorus e Canarina canariensis che in questo studio vengono considerate come appartenenti alla sottofamiglia Platycodonoideae. Dei 11 cladi il clade A può essere considerato il nucleo principale della sottofamiglia comprendente tutte le specie Campanula e parenti stretti. All'interno è stato individuato il clade B (debolmente supportato) e il clade C (con forte sostegno) diviso a sua volta nei due sottocladi C1 e C2 ricchi delle specie Campanula e generi affini (C1 corrisponde grosso modo a Campanula s.str., mentre C2 ai vari gruppi di Rapunculus definiti da studi tassonomici tradizionali).
Il clade D (ben supportato) dell'emisfero boreale contiene un altro genere posizionato alla base del gruppo: il genere polifiletico Wahlenbergia per il quale in passato è stata proposta la sottofamiglia Wahlenbergioideae. Anche il clade E (come il clade D) risulta essere “gruppo fratello” del nucleo Campanuloideae (Clade A), ma i vari studi non sono riusciti fino ad ora a posizionarlo esattamente rispetto al clade F e rimangono ancora delle situazioni irrisolte. Anche il clade F è considerato un gruppo di "transizione" dalla collocazione incerta soprattutto per la mancanza di sinapomorfie. Il clade G è ben supportato e comprende specie morfologicamente simili limitate al bacino del Mediterraneo. Anche il calde H è chiaramente monofiletico e comprende specie endemiche dell'area cretese; questo clade è probabilmente il risultato di una singola introduzione nella zona di Creta. Il clade I (fortemente sostenuto) contiene il genere parafiletico Legousia e un sottoclade nord americano; evidentemente questa "disgiunzione" nord americana-mediterranea richiede ulteriori studi. Il clade J (mal supportato) contiene taxa distribuiti in Europa centrale e meridionale (Alpi e Appennini). Infine il clade K ha una distribuzione prevalentemente alpina.
Il cladogramma a lato tratto dallo studio citato e semplificato (principalmente sono descritte solamente le specie presenti sul territorio italiano) dimostra l'attuale stato di conoscenza della struttura filogenetica della sottofamiglia.

### Composizione della sottofamiglia
Attualmente la sottofamiglia è divisa in due tribù:
- Ostrowskieae Fedorov

Caratteri principali: le foglie lungo il caule sono disposte in modo opposto; raramente gli stami possono essere 3; il polline è colpato/colporato; l'ovario è formato da 5 loculi; il frutto è una bacca; il numero cromosomico varia da 2n = 14 a 2n = 18.
Generi e specie principali: 4 generi tra cui Codonopsis Wall., Cyananthus Wall. ex Benth e Ostrowskia Regel.
Distribuzione: Asia
- Campanuleae Dumortier

Caratteri principali: le foglie lungo il caule raramente sono a disposizione opposta; gli stami possono essere adnati alla corolla; il polline è porato; la deiscenza dei frutti è laterale tramite pori; il numero cromosomico varia da 2n = 12 a 2n = 34.
Generi e specie principali: in questa tribù sono presenti gli altri 45 generi con la maggior parte delle specie.
Distribuzione: cosmopolita (specialmente nelle zone temperate del Vecchio Mondo) e con poche specie nell'areale Australia-Nuova Zelanda.
La sottofamiglia è formata da 49 generi e 1065 specie:
| Nome scientifico - Autore                | Numero specie                                                   | Distribuzione                                    |
| ---------------------------------------- | --------------------------------------------------------------- | ------------------------------------------------ |
| Adenophora Fisch., 1823                  | 62 spp.                                                         | Asia orientale, Crimea e Europa occidentale      |
| Asyneuma Griseb. & Schenk., 1852         | 32 spp.                                                         | Asia, Europa (orientale] e Africa (nord)         |
| Azorina Feer, 1890                       | 1 sp. (Azorina vidalii (H.C. Watson) Feer)                      | Azzorre                                          |
| Berenice L.R. Tulasne, 1857              | 1 sp. (Berenice arguta L.R. Tulasne)                            | Isole Mascarene                                  |
| Campanula L., 1753                       | 449 spp.                                                        | Circumboreale con alcune estensioni verso il sud |
| Canarina L., 1771                        | 3 spp.                                                          | Isole Canarie e Asia orientale                   |
| Codonopsis Wall., 1824                   | 48 spp.                                                         | Asia                                             |
| Craterocapsa Hilliard & B.L. Burtt, 1973 | 5 spp.                                                          | Sudafrica                                        |
| Cryptocodon Fed., 1957                   | 1 sp. (Cryptocodon monocephalus (Trautv.) Fed., 1957)           | Asia (centrale)                                  |
| Cyananthus Wall. ex Benth., 1836         | 21 spp.                                                         | Asia orientale                                   |
| Cyclocodon Griff., 1854                  | 3 spp.                                                          | Asia orientale                                   |
| Cylindrocarpa Regel, 1877                | 1 sp. (Cylindrocarpa sewerzowii Regel)                          | Asia (centrale)                                  |
| Echinocodon D.Y.Hong, 1984               | 1 sp. (Echinocodon draco (Pamp.) D.Y.Hong)                      | Asia orientale                                   |
| Edraianthus A. DC., 1839                 | 22 spp.                                                         | Europa (sud-est)                                 |
| Feeria' Buser, 1894                      | 1 sp. (Feeria angustifolia (Schousb.) Buser)                    | Marocco                                          |
| Favratia Feer, 1890                      | 1 sp. (Favratia zoysii (Jacq.) Feer)                            | Alpi (sud-est)                                   |
| Githopsis Nutt., 1842                    | 4 spp.                                                          | Nord America (occidentale)                       |
| Gunillaea Thulin, 1974                   | 2 spp.                                                          | Africa tropicale                                 |
| Hanabusaya Nakai, 1911                   | 1 sp. (Hanabusaya asiatica Nakai)                               | Corea                                            |
| Heterocodon Nutt., 1842                  | 1 sp. (Heterocodon rariflorum Nutt.)                            | Nord America (occidentale)                       |
| Heterochaenia A. DC., 1839               | 4 spp.                                                          | Isole Mascarene                                  |
| Homocodon D.Y. Hong, 1980                | 2 spp.                                                          | Cina (meridionale)                               |
| Jasione L., 1753                         | 14 spp.                                                         | Mediterraneo e Europa centrale                   |
| Legousia Durande, 1782                   | 6 spp.                                                          | Mediterraneo                                     |
| Merciera A. DC., 1830                    | 6 spp.                                                          | Sudafrica                                        |
| Michauxia L'Hér, 1788                    | 7 spp.                                                          | Asia (sud-ovest)                                 |
| Microdon A. DC., 1830                    | 4 spp.                                                          | Sudafrica                                        |
| Muehlbergella Feer, 1890                 | 1 sp. (Muehlbergella oweriniana (Rupr.) Feer, 1890)             | Caucasia                                         |
| Musschia Dumort., 1822                   | 3 spp.                                                          | Madeira                                          |
| Namacodon Thulin, 1974                   | 1 sp. (Namacodon schinzianum (Markgr.) Thulin)                  | Sudafrica                                        |
| Nesocodon Thulin, 1980                   | 1 sp. (Nesocodon mauritianus (I. Richardson) Thulin)            | Mauritius                                        |
| Ostrowskia Regel, 1884                   | 1 sp. (Ostrowskia magnifica Regel)                              | Asia centrale                                    |
| Peracarpa Hook. f. & Thomson, 1858       | 1 sp. (Peracarpa carnosa (Wall.) Hook. f. & Thomson, 1858)      | Asia orientale                                   |
| Petromarula Vent. ex R. Hedw., 1806      | 1 sp. (Petromarula pinnata (L.) A. DC.)                         | Creta                                            |
| Physoplexis (Endl.) Schur, 1853          | 1 sp. (Physoplexis comosa (L.) Schur)                           | Europa (sud-est)                                 |
| Phyteuma L., 1763                        | 22 spp.                                                         | Europa                                           |
| Platycodon A. DC., 1830                  | 1 sp. (Platycodon grandiflorus (Jacq.) A. DC.)                  | Asia orientale                                   |
| Prismatocarpus L'Hér, 1789               | 27 spp.                                                         | Sudafrica                                        |
| Rhigiophyllum Hocst., 1842               | 1 sp. (Rhigiophyllum squarrosum Hocst.)                         | Sudafrica                                        |
| Roella L., 1753                          | 22 spp.                                                         | Sudafrica                                        |
| Sachokiella Kolak, 1985                  | 1 sp. (Sachokiella macrochlamys (Boiss. & A. Huet) Kolak, 1985) | Caucasia                                         |
| Sergia Fed., 1957                        | 2 spp.                                                          | Asia (centrale)                                  |
| Siphocodon Turcz., 1852                  | 2 spp.                                                          | Sudafrica                                        |
| Theilera E. Phillips, 1926               | 2 spp.                                                          | Sudafrica                                        |
| Theodorovia Kolak., 1985                 | 1 sp. (Theodorovia karakuschensis (Grossh.) Kolak.)             | Caucasia                                         |
| Trachelium L., 1753                      | 2 spp.                                                          | Mediterraneo                                     |
| Treichelia Vatke, 1874                   | 2 spp.                                                          | Sudafrica                                        |
| Triodanis Raf., 1838                     | 6 spp.                                                          | Nord America                                     |
| Wahlenbergia Schrad. ex Roth, 1821       | 262 spp.                                                        | Circumaustrale                                   |

### Descrizione dei generi spontanei della flora italiana
Per meglio comprendere ed individuare i vari generi della famiglia (solamente per i generi spontanei della flora italiana) l’elenco seguente utilizza in parte il sistema delle chiavi analitiche (vengono cioè indicate solamente quelle caratteristiche utili a distingue un genere dall'altro).
- Gruppo 1A: il tubo della corolla è molto breve e le lacinie (i petali) sono allungate; 
  - Gruppo 2A: le lacinie sono saldate fra loro all'apice (quindi la corolla si presenta con delle aperture laterali);
    - Gruppo 3A: i filamenti sono sottili e le antere sono saldate alla base; la capsula è deiscente tramite una fessura apicale; la corolla ha un colore più o meno azzurro, e le lacinie sono saldate all'inizio dell'antesi, quindi in seguito sono libere;

Jasione L. - Vedovella : questo genere è formato da 4 specie, una si trova al nord (Jasione montana) le altre al sud o nelle isole; alcuni di questi fiori hanno l'aspetto di capolini globulari dal delicato colore azzurro. Possono essere confuse con qualche specie della famiglia delle Asteraceae (Compositae), ma il frutto serve allora per riconoscere correttamente la pianta (capsula per le Campanulaceae – achenio per le Asteraceae).
- Gruppo 3B: i filamenti sono allungati alla base e le antere sono libere; la capsula è deiscente per 2 - 3 pori laterali; la corolla è colorata di giallo o violaceo, e le lacinie sono saldate fino all'antesi;

Phyteuma L. - Raponzolo : è un genere relativamente corposo con una ventina di specie spontanee per l'Italia. Si presentano con una bella infiorescenza a spiga densa (più o meno ovale o sferica) con fiori sessili. Sono presenti quasi unicamente al nord dell'Italia. Phyteuma spicatum e Phyteuma orbiculare sono le due specie più comuni e facili da trovare.
Physoplexis (Endl.) Schur.. - Raponzolo : un'unica specie fa parte di questo genere (Physoplexis comosa). Si distingue dal genere simile (Phyteuma) in quanto i fiori sono peduncolati e disposti in capolini. Si trova a quote alte sono nel Nord-Est dell'Italia.
- Gruppo 2B: le lacinie della corolla sono libere;

- Gruppo 4A: i fiori sono addensati in capolini subsferici;

Jasione. (Vedi descrizione più sopra)
- Gruppo 4B: i fiori sono spaziati e non sono raggruppati in capolini;

- Gruppo 5A: l'infiorescenza è una spiga formata da fiori sessili raggruppati in glomeruli;

Asyneuma Griseb. & Schenk. - Raponzolo : Asyneuma limonifolium è l'unica specie di questo genere che si trova in Italia allo stato spontaneo in Puglia e Basilicata.
- Gruppo 5B: i fiori sono peduncolati e l'infiorescenza è di tipo racemoso o a pannocchia;

- Gruppo 6A: il ciclo biologico delle piante è annuo;

Legousia Durande (sinonimo = Specularia DC.) – Specchio di Venere : sono piante annue con il colore della corolla rosea o violacea; il tubo calicino e la corolla sono lunghi uguali; la capsula si apre in 3 valve; quattro sono le specie present in Italia, la più comune è Legousia speculum-veneris presente in tutto il territorio.
Campanula L. - Campanula : qui trovano sistemazione alcune specie del genere Campanula; piante annue con corolla azzurra più lunga del tubo calicino e con capsula poricida (Campanula ramosissima); oppure piante perenni come Campanula trichocalcyna e altre.
- Gruppo 6B: il ciclo biologico delle piante è perenne;

Campanula (specie Campanula trichocalycina e la serie di "Campanule isofille" con la corolla divisia in lacinie lunghe 1 - 2 volte il tubo)
- Gruppo 1B: il tubo della corolla è allungato e i denti (i petali) sono più brevi di questo; 
  - Gruppo 7A: la corolla ha una forma tubulosa larga circa 1 mm; l'infiorescenza è formata da numerosi piccoli fiori raccolti in un corimbo;

Trachelium L. - Trachelio : due sono le specie di questo genere (Trachelium lanceolatum e Trachelium coeruleum) caratterizzate da un'infiorescenza ampia e corimbosa mentre i fiori presentano un collo corollino molto allungato. Non sono presenti al Nord.
- Gruppo 7B: la corolla è più larga di 1 mm; l'infiorescenza non è mai di tipo corimboso;

- Gruppo 8A: il ciclo biologico delle piante è annuo;

- Gruppo 9A: i fiori sono intercalati a foglie normali; i peduncoli sono più brevi della corolla; i filamenti non sono allargati; la capsula è di tipo poricida;

Campanula L. - Campanula : qui trovano sistemazione alcune specie del genere Campanula; con i fiori intercalati a foglie (non bratteali) i cui peduncoli sono più brevi della corolla, i filamenti staminali non sono allargati e la capsula è poricida (Campanula dichotoma e Campanula erinus);
- Gruppo 9B: i fiori, su peduncoli sottili e molto lunghi, sono posizionati all'ascella di piccole squame; i filamenti sono allargati alla base; la capsula è deiscente tramite 3 - 5 valve;

Wahlenbergia Schrader - Wahlenbergia : in Italia è presente una sola specie (Wahlenbergia nutabunda) con piccoli fiori all'apice di peduncoli sottili e lunghissimi con poche foglie (praticamente ha solo una rosetta basale) ; i filamenti staminali sono allargati alla base; la capsula deisce per 3 – 5 valve. Si trova nelle isole e in Calabria.
- Gruppo 8B: il ciclo biologico delle piante è perenne;

- Gruppo 10A: la dimensione delle piante è piccola (5 - 20 cm); la deiscenza della capsula avviene tramite una fenditura aprentesi al di sopra dei denti calicini; i fiori sono raccolti in un capolino sotteso da brattee allungate;

Edraianthus DC. (sinonimo = Hedraeanthus DC.) - Campanula : praticamente una sola è la specie di questo genere (Edraianthus graminifolius) e si trova al sud. Altre specie sono state segnalate ma al di là del confine con la Slovenia.
- Gruppo 10B: le piante sono robuste; la capsula è poricida e i pori si aprono inferiormente ai denti calicini; i fiori sono raccolti variamente senza brattee;

Adenophora Fisch. - Campanella : l'ovario è sormontato da un disco tuboloso; lo stilo sporge e pende dalla corolla; una è la specie di questo genere (Adenophora liliifolia) che si trova solo sulle Alpi a quote non molto alte.
Campanula L. – Campanula : l'ovario è privo del disco; lo stilo è poco sporgente dalla corolla. La maggior parte delle specie del genere Campanula trovano posto in questa sezione e sono circa una sessantina sparse su tutto il territorio Italiano in maggioranza al Nord sulle Alpi.

### Breve descrizioni di alcuni generi
Di seguito sono descritti alcuni generi di maggiore interesse non presenti spontaneamente in Italia.
- Canarina L. (1771) : questo genere venne scoperto alla fine del Seicento nelle isole Canarie. Comprende poche specie, quella più importante è Canarina campanula e viene utilizzata solamente come pianta decorativa. Ha un portamento rampicante e può raggiungere i 2 metri di altezza.
- Codonopsis Wall. : in questo genere sono presenti specie dell'Himalaya, dell'Asia Centrale, del Nepal e della Cina. Spesso queste piante sono rampicanti e non sono molto alte. I fiori sono penduli e la campana è imbutiforme mentre i colori vanno dal blu acceso, al lilla, al bianco, ma si trovano anche fiori con venature a colori misti. In Europa sono state importate le specie più facilmente coltivabili come C. ovata, C. clematidea o C. silvestris.
- Cyananthus Wall. ex Benth. (1836) : l'origine di questo genere è l'Himalaya e la Cina con qualche decina di specie. Le sue piante sono state introdotte a metà dell'Ottocento a scopi unicamente ornamentali per giardini di tipo roccioso. Sono specie nane con 10 – 20 cm di altezza massima. I fiori sono solitari con calice vellutato e leggermente rigonfio. Differiscono dagli altri generi per avere l'ovario supero.
- Michauxia L'Heritier: questo genere comprende poche specie tutte originarie dell'Asia Minore e Persia. Sono piante dall'aspetto piuttosto grossolano con grandi fiori bianchi o rosati. Tutte hanno il calice con appendici riflesse. La corolla presenta da 7 a 10 strette divisioni sin quasi alla base, patenti all'inizio della fioritura, ma riflesse verso il peduncolo nella fase tarda dell'infiorescenza. Queste piante a scopo puramente ornamentale furono introdotte in Europa alla fine del Settecento come la M. campanuloides e la M. laevigata.
- Ostrowskia Regel (1884) : è un genere originario delle steppe dell'Asia Centrale (in particolare del Turkestan). Un'unica specie compone questo genere: O. magnifica. Subito è stata introdotta in Europa come pianta ornamentale ma si è dimostrata di difficile coltivazione. Le foglie sono molto grandi (15 cm), e grandi sono anche i fiori di colore bianco sfumato di azzurrino. La corolla è composta da 5 – 9 petali lunghi fino a 12 cm. Il fiore nella sua massima larghezza può raggiungere i 15 cm. La pianta è alta da 1 - 1,5 metri.
- Platycodon DC. (1830) : due sono le specie più importanti di questo genere ( P. glaucus e  P.grandiflorus ) originario della Cina, Manciuria, Siberia e Giappone. Queste Campanulaceae si distinguono dalle altre per il suo grande e bellissimo fiore solitario colorato di un blu scuro assai carico. Fin dall'inizio (1782) in Europa queste piante ebbero un grandissimo successo ornamentale. Il portamento della pianta è slanciato (fino a 60 cm di altezza); i fiori sono larghi ed aperti a coppa (7 –8 cm di diametro); la corolla, largamente campanulata, possiede cinque lobi triangolari e patenti.
- Roella L. : è un genere di piccoli arbusti composto da qualche decina di specie. Queste piante crescono principalmente sui pendii rocciosi di montagna. I fiori sono blu. La specie più nota e R. ciliata.

## Alcune specie

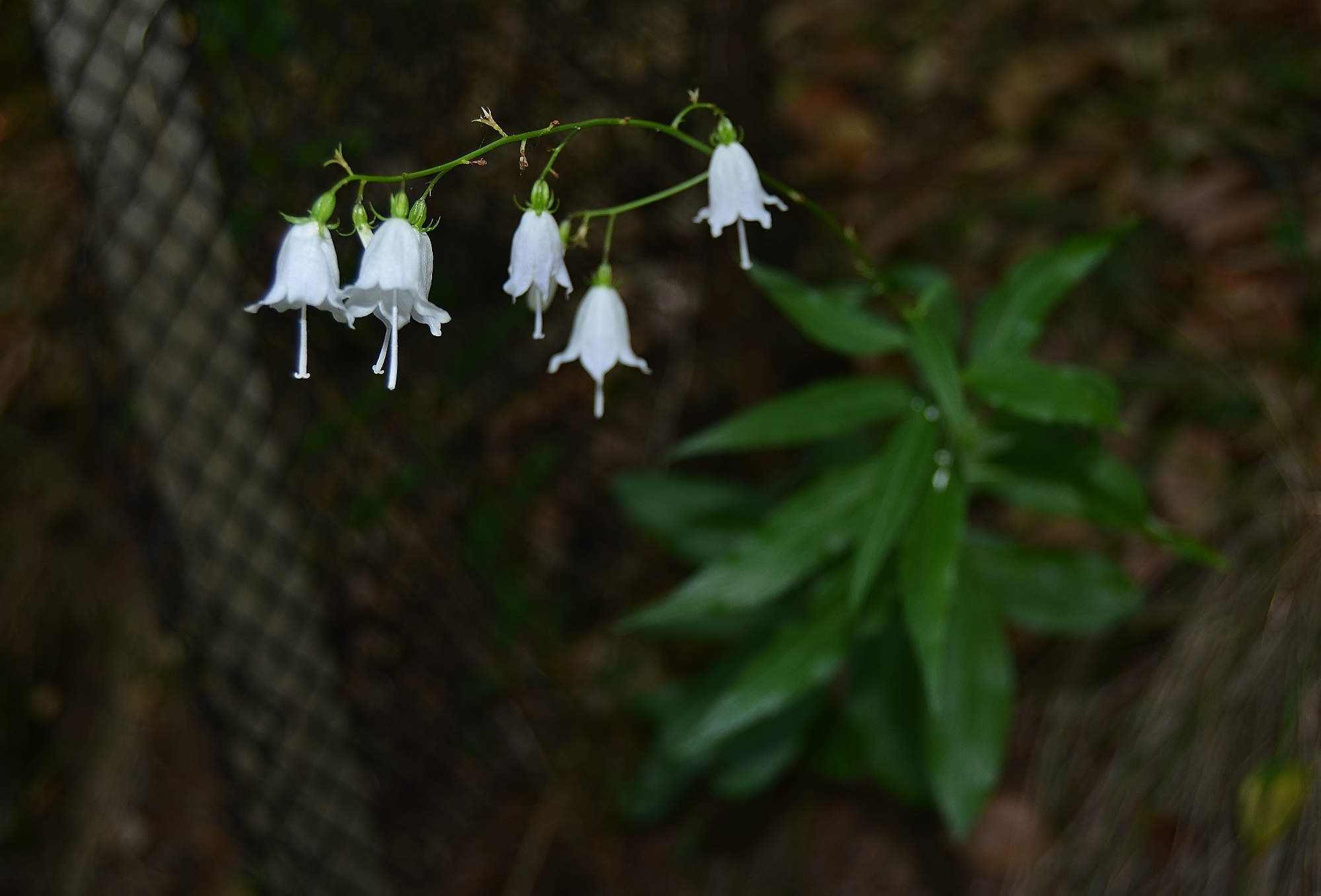
Adenophora liliifolia
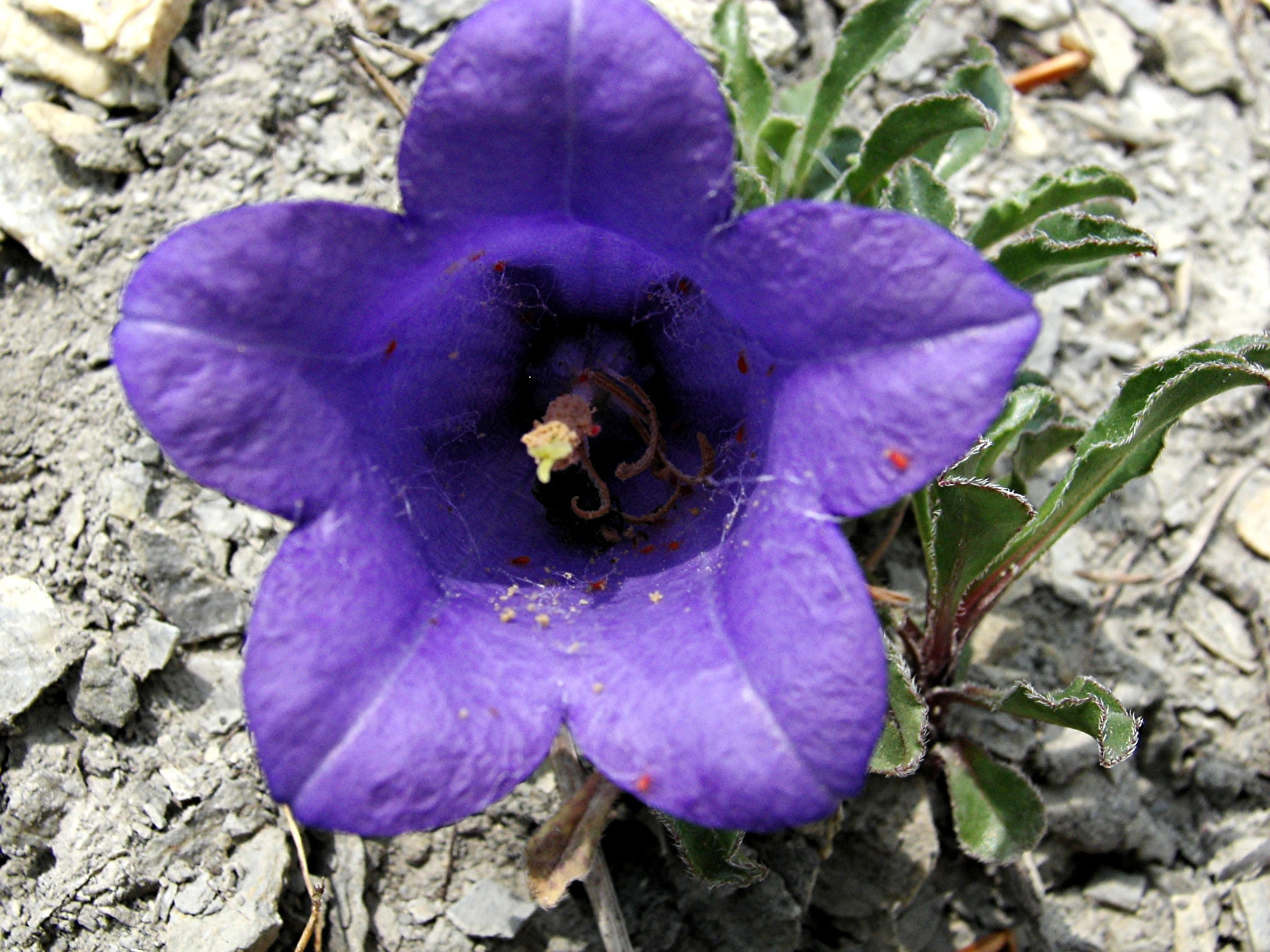
Campanula alpestris
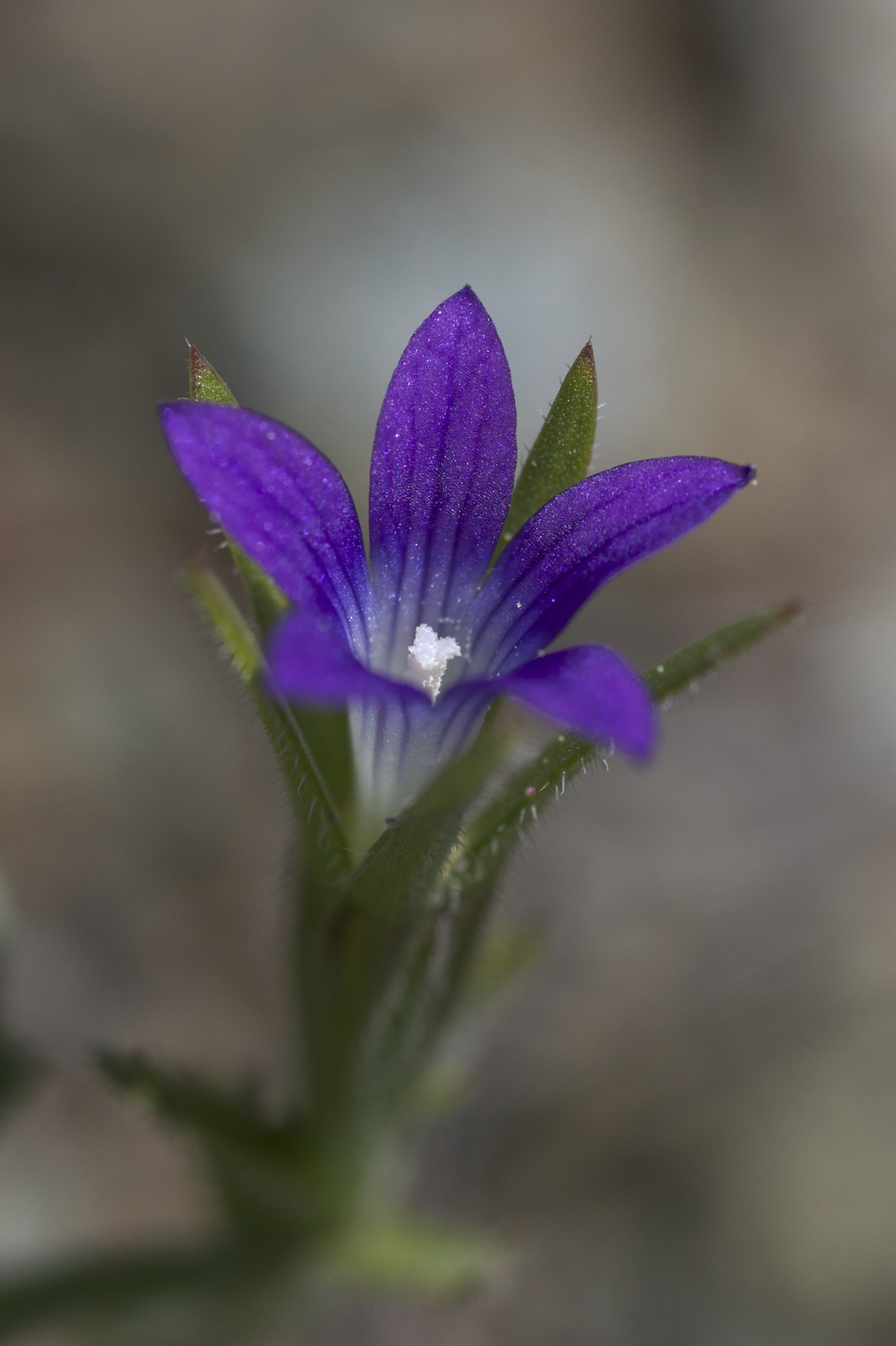
Githopsis specularioides
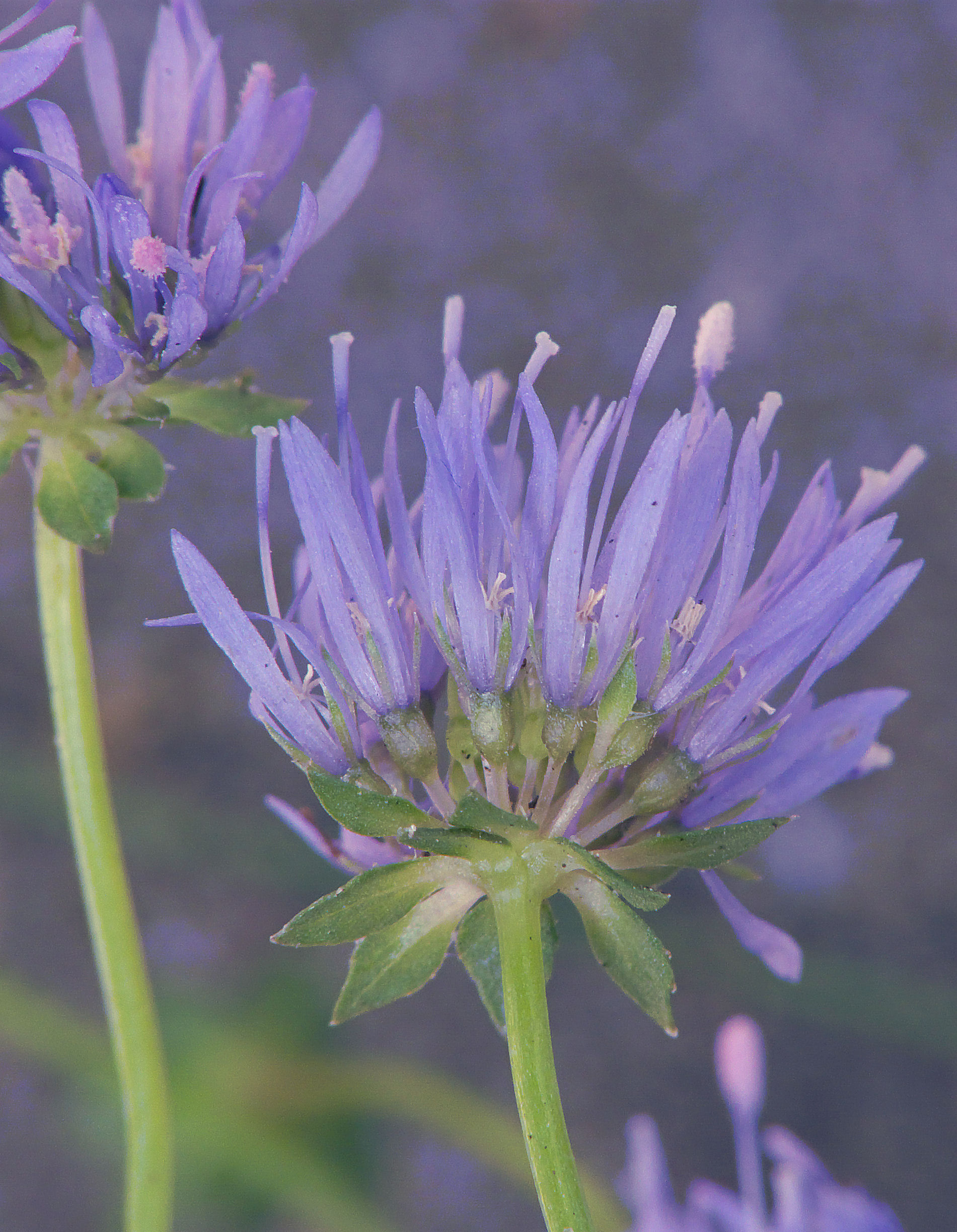
Jasione montana
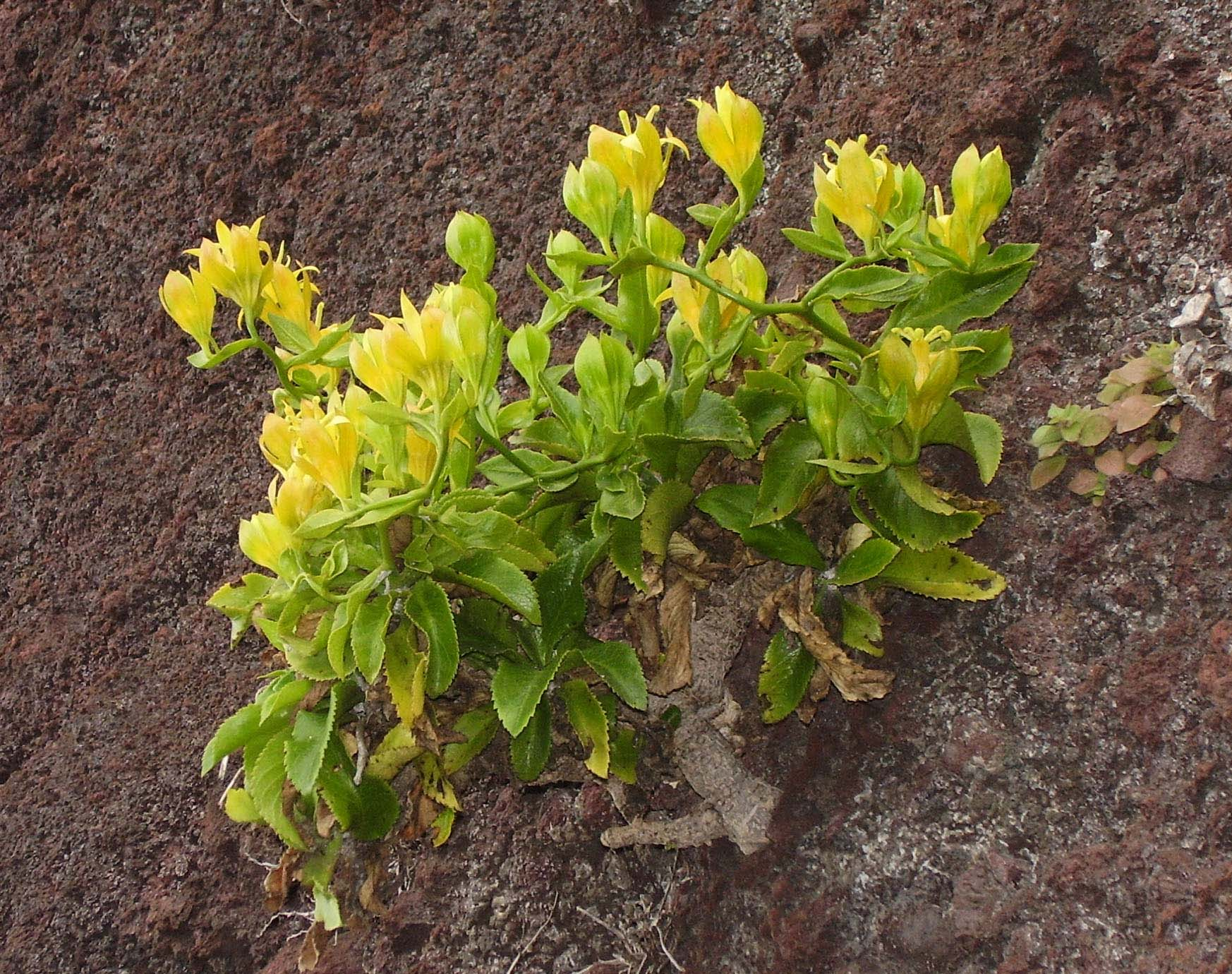
Musschia aurea
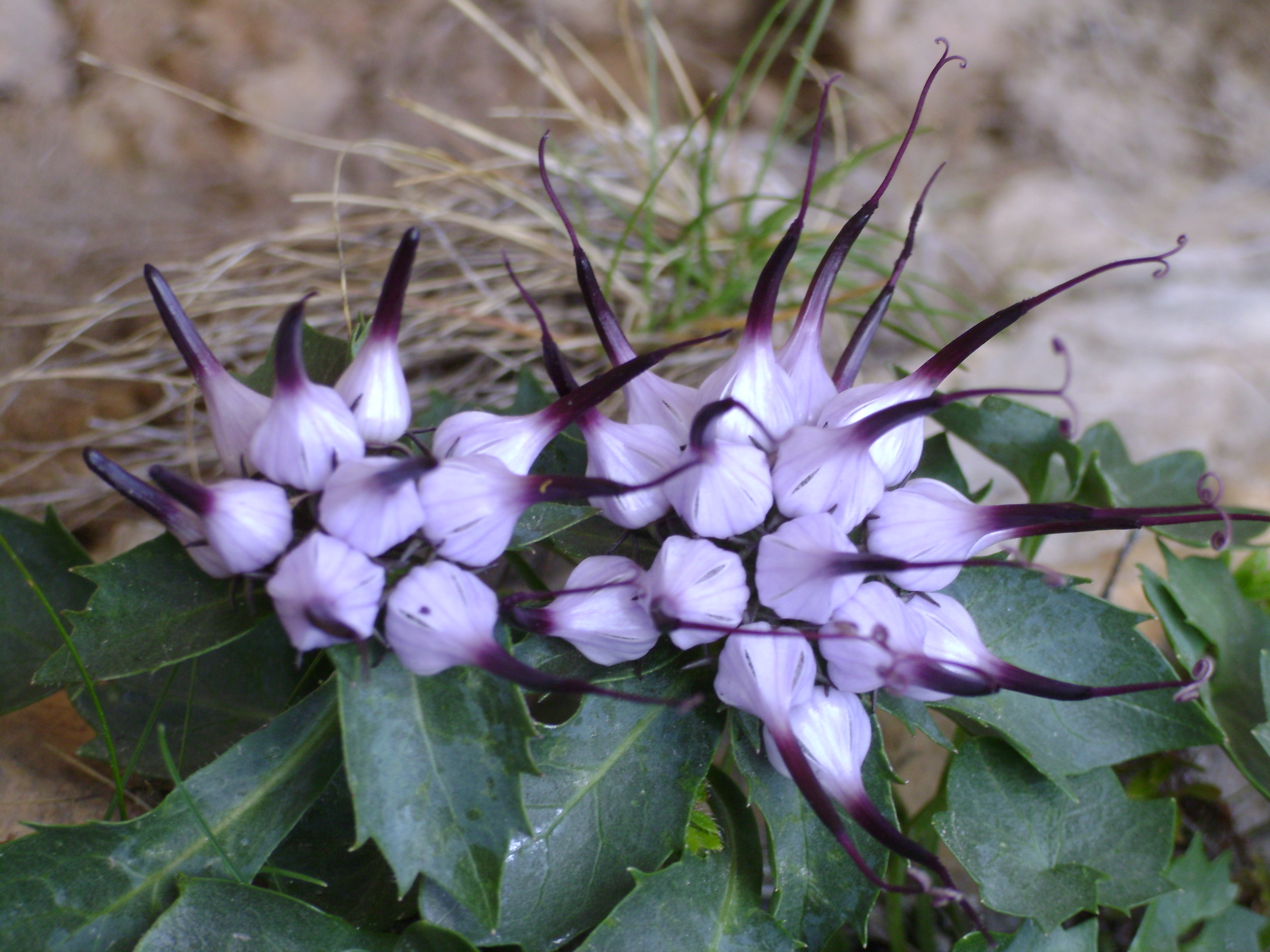
Physoplexis comosa
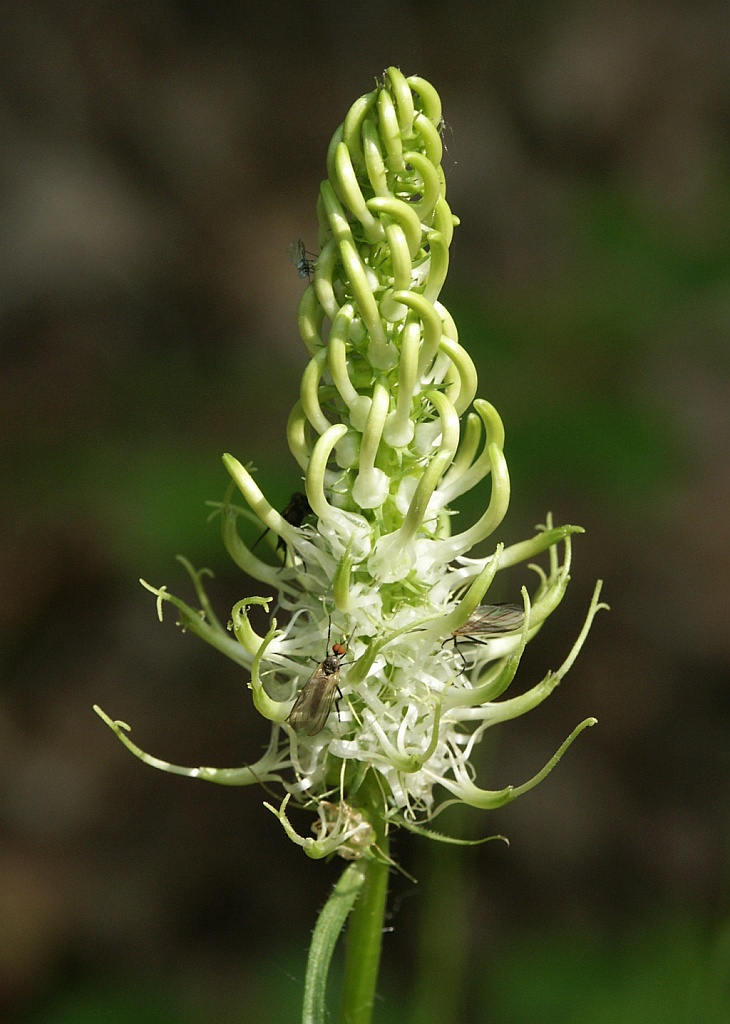
Phyteuma spicatum
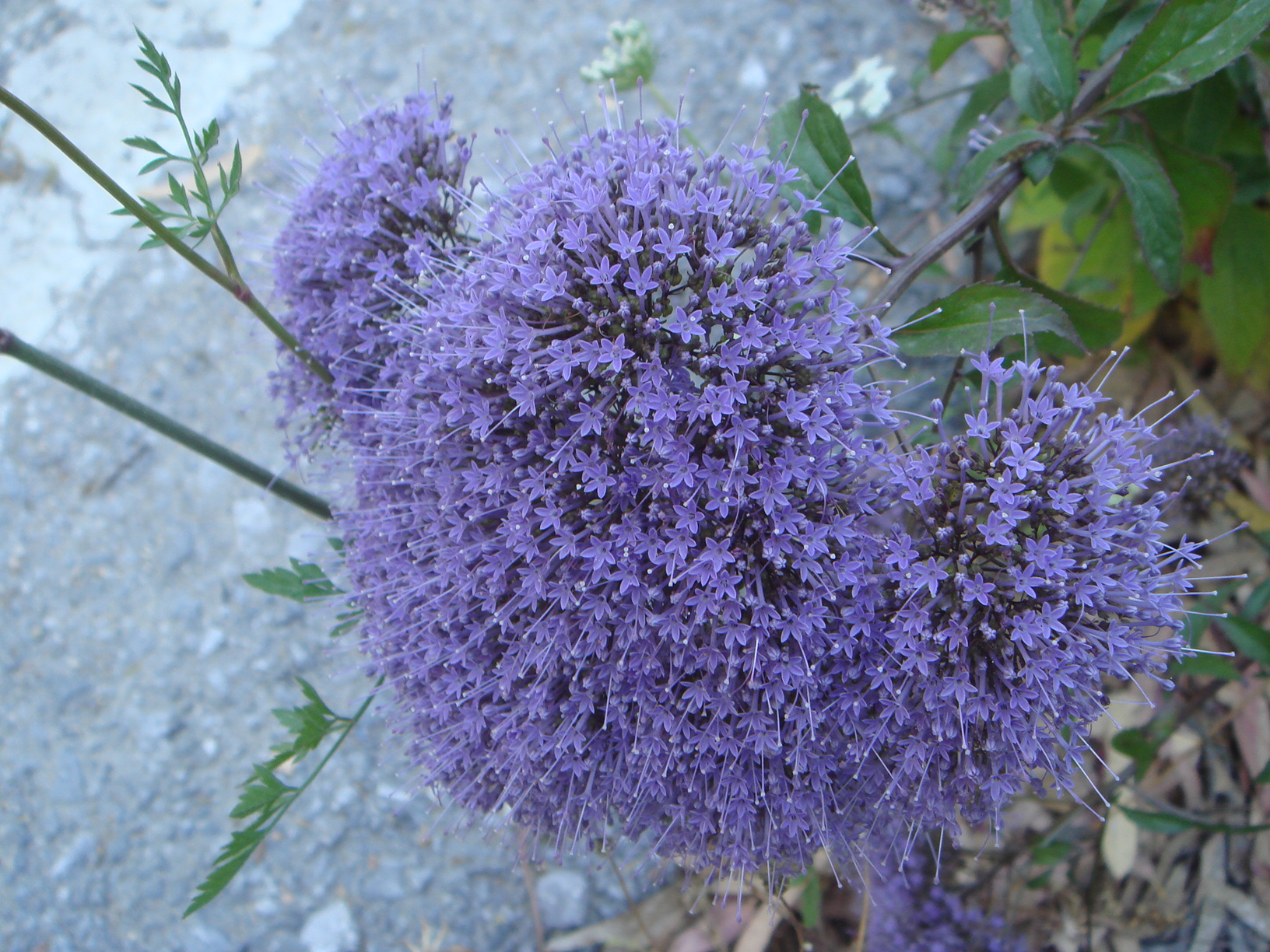
Trachelium caeruleum
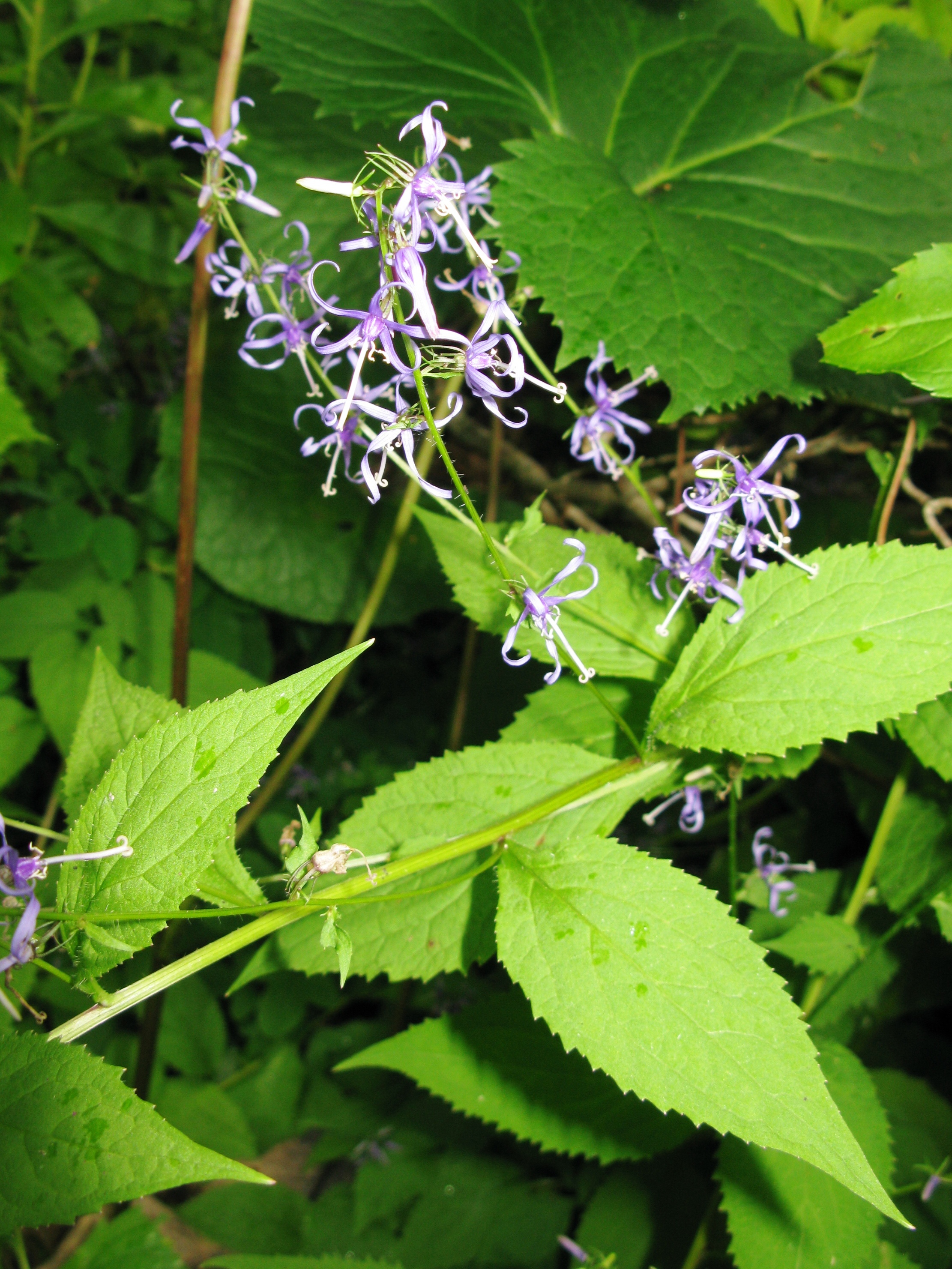
Asyneuma japonicum
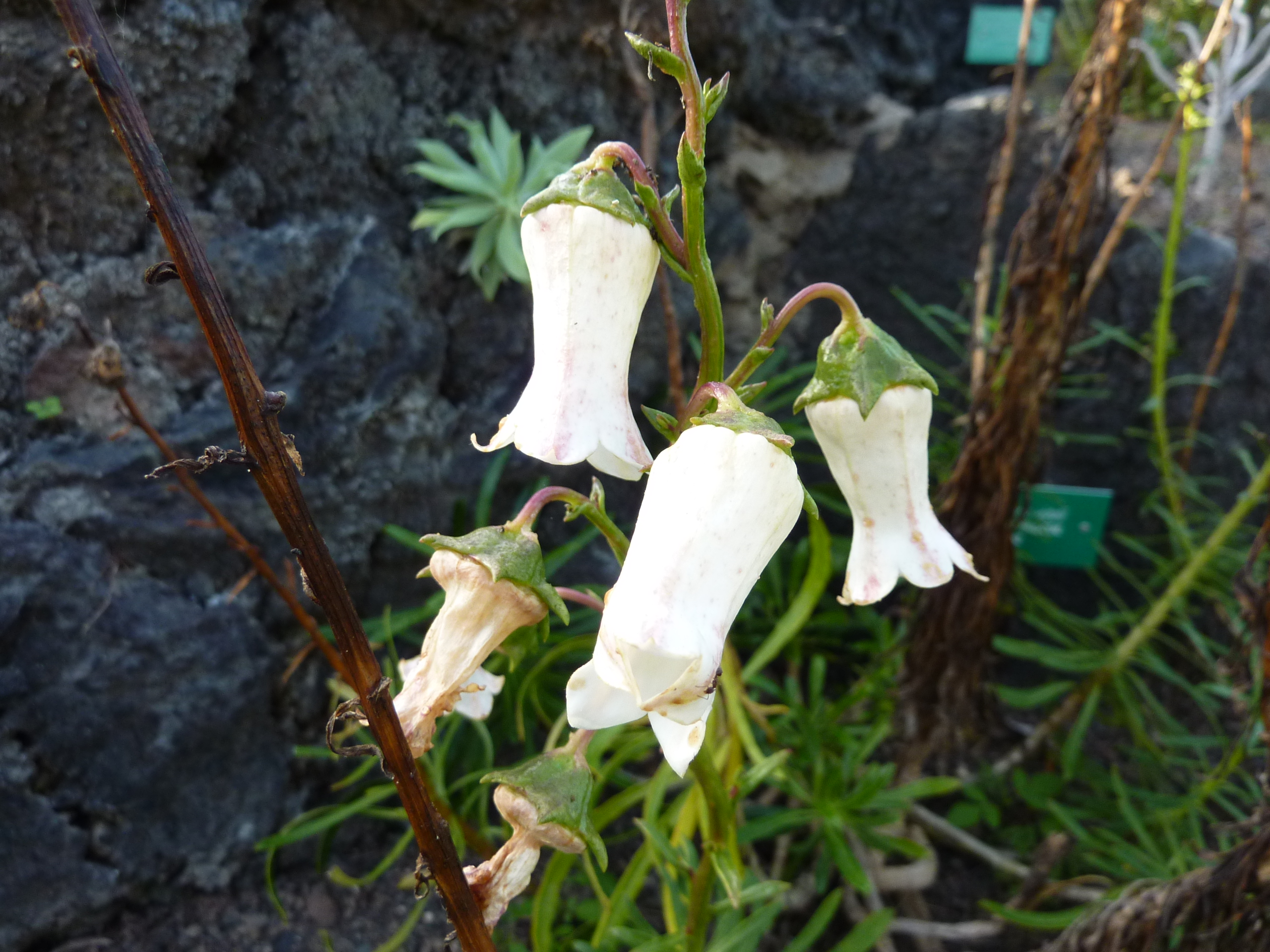
Azorina vidalii
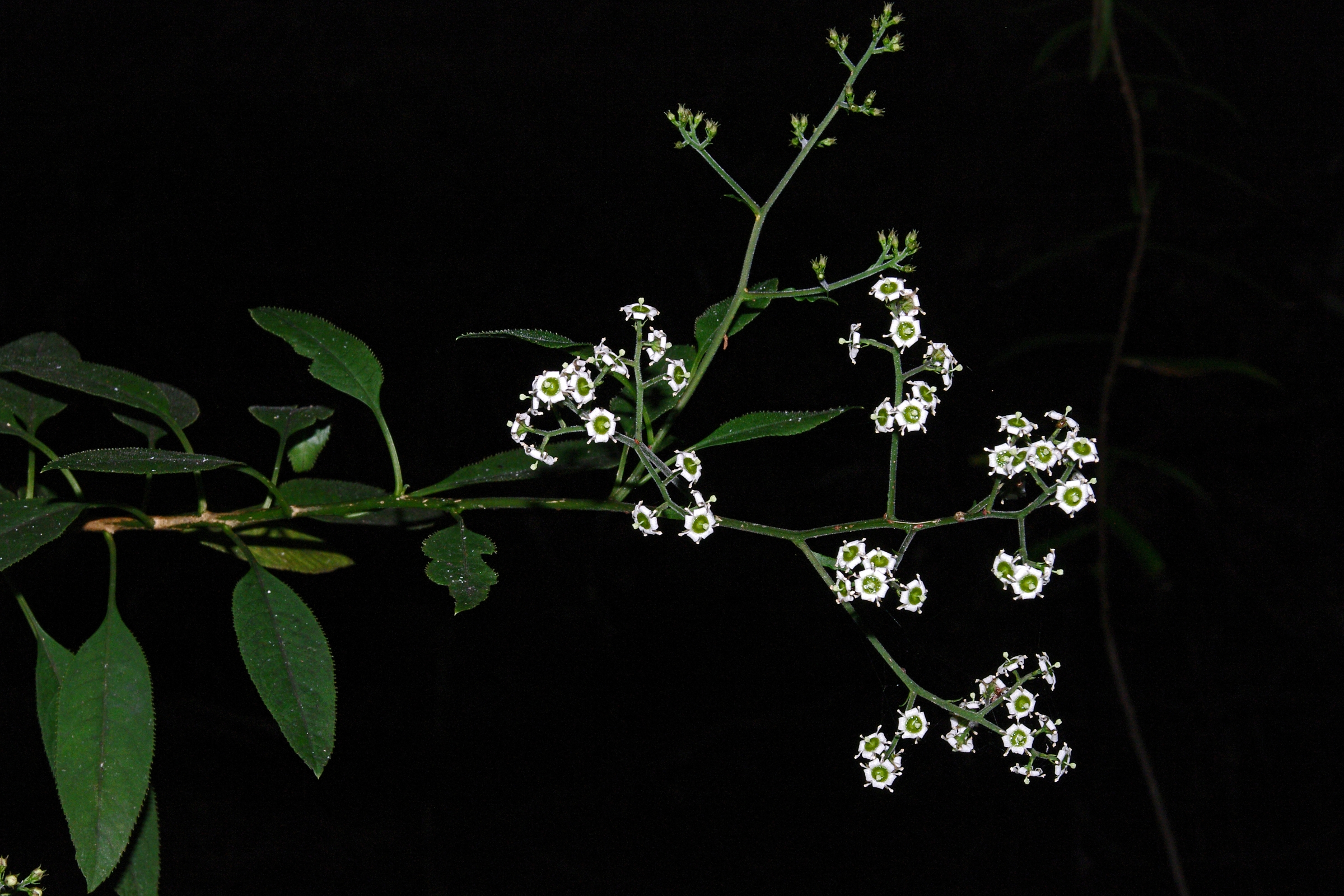
Berenice arguta
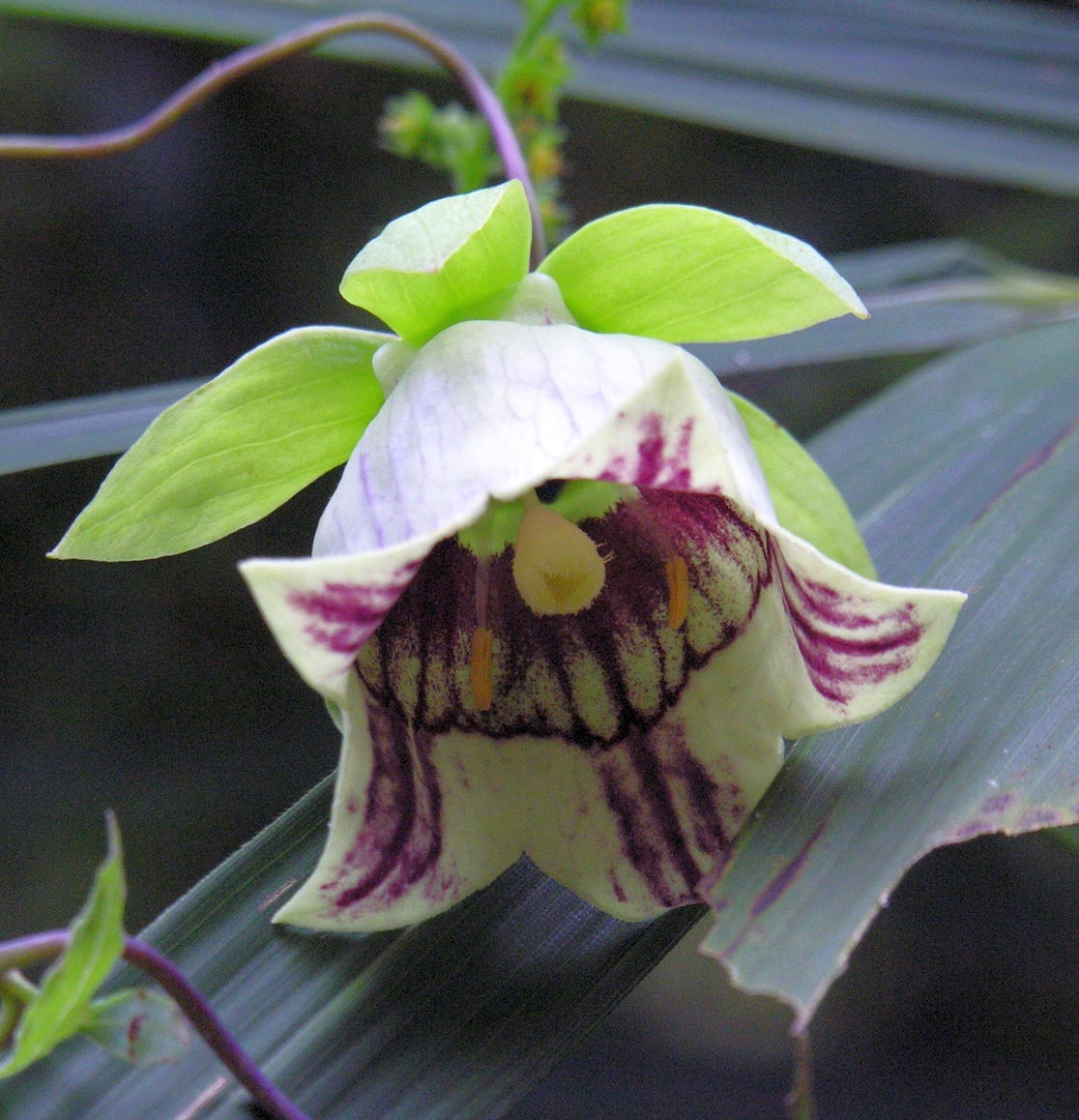
Codonopsis lanceolata